# A School for Husbands
A School for Husbands er en amerikansk stumfilm fra 1917 af George Melford.

## Medvirkende
- Fannie Ward som Lady Betty Manners
- Jack Dean som John Manners
- Edythe Chapman som Mrs. Manners
- Frank Elliott som Sir Harry Lovell
- Mabel Van Buren som Mrs. Airlie